# Доля
До́ля — поняття, яке позначає наперед визначений перебіг подій у житті людини або розвитку суспільства. В українській мові слово доля використовується також для опису історії життя людини, того, що їй судилося пережити.
Використання терміна доля неявно використовує концепцію того, що події майбутнього детерміновані. Крайня віра в таку концепцію виражається в фаталізмі. Вона суперечить концепції свободи волі. Утім, прихильники такого примітивного трактування воліють замовчувати ґрунтовні міркування християнських мислителів щодо цього явища, зокрема вчення про Провіденціалізм.
З представників школи глибинної психології найбільший внесок в дослідження поняття «доля» внесли: К. Г. Юнг, Зигмунд Фрейд і Леопольд Сонді. У той же час автором інструменту, який дозволяє вивчити долю, є Леопольд Сонді
З праць Леопольда Сонді — угорського та швейцарського психолога, психіатра і психоаналітика, відомо, що вчення про долю в різні історичні періоди мало різну назву. У XIV столітті воно називалось «європейським містицизмом», в XVI столітті — «ананкологією», в XX столітті Леопольд Сонді створює «долеаналіз», який відповідає сучасним вимогам і тенденціям

## У міфології
У міфології стародавніх греків за долю людини відповідали три мойри (Клото, Лахезис, Атропос). Одна з мойр розпочинала нитку життя людини, друга снувала її, а третя обрізала, що знаменувало смерть. У римлян вони називалися парками.
У Азійській міфології існує повір'я про червону нитку долі котра пов'язується на щиколотках (у Китайській версії) або мізинцях(у Японській версії) людей котрим суджено вплинути один на одного.